# گل راعی (سرده)
گل راعی یا گل هزار چشم یا گل چایی (نام علمی: Hypericum) نام یک سرده از تیره گل راعیان است.